# Lokris

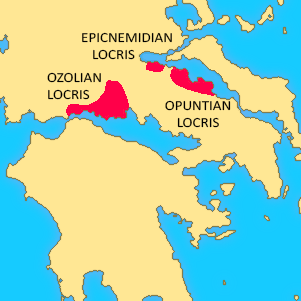
Mapa

Lokris nebo Lokrida (starořecky Λοκρίς, novořecky Λοκρίδα) je historický region ve středním Řecku. Původními obyvateli byli Lelegové, na konci 2. tisíciletí př. n. l. přišli ze severu Lokrové, patřící mezi dórské kmeny. Jejich eponymním hrdinou byl Lokros, údajný pravnuk Deukalióna. Podle starořeckých legend pocházeli z národa Lokrů král Oileus, jeden z Argonautů, a Patroklos, hrdina trojské války. V antice byla Lokris rozdělena na tři územně nesouvisející státy.
- Západní Lokris: Ozolská Lokris, ležící mezi severozápadním pobřežím Korintského zálivu a pohořími Vardusia a Parnas. Sousedila na západě s Aitólií, na severu s Dóridou a na východě s Fókidou. Hlavním městem byla Amfissa.
- Východní Lokris se skládala ze dvou částí:
  - Epiknemidská Lokris, nejmenší ze tří Lokrid, ležela okolo Malijského zálivu, ze vnitrozemí byla přístupná přes průsmyk Thermopyly. Hlavním městem bylo Alopi.
  - Opuntská Lokris byla tvořena pobřežním pásem podél průlivu Euripos, který odděluje pevninské Řecko od ostrova Euboia, na jihu a východě tvořila její hranici s Boiótií řeka Kifisos. Hlavním městem byl Opus.

Lokris byla poměrně chudá země, která hrála v dějinách klasického Řecka okrajovou úlohu. Opuntská Lokris patřila v peloponéské válce mezi spojence Sparťanů. Ozolská Lokris byla v helénistickém období významným členem Aitólského spolku.
Během řecké kolonizace založili Lokriďané na jihu Apeninského poloostrova osadu Epizefirská Lokris, jejímž nástupcem je moderní italské město Locri.